# Dowth

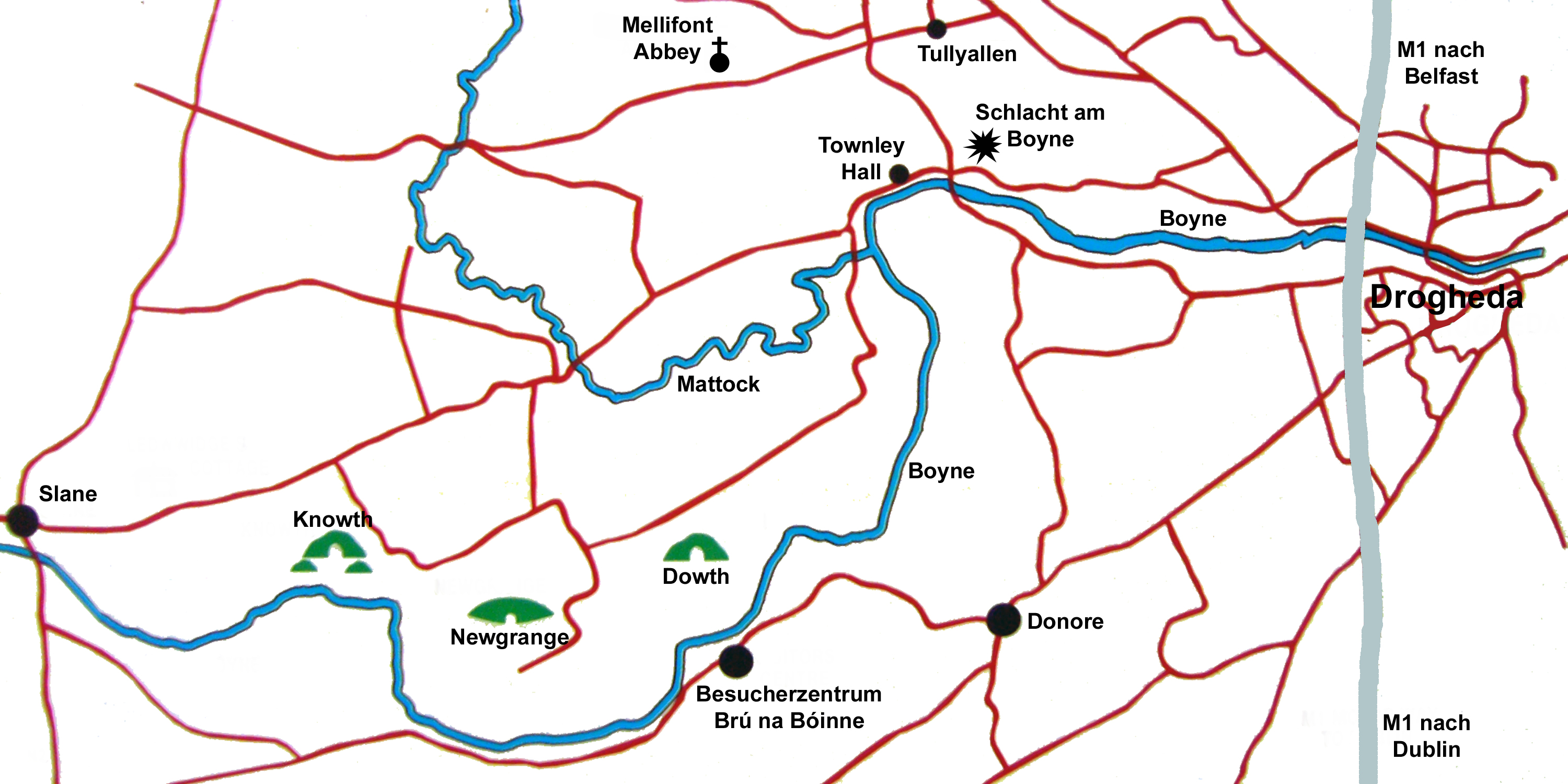
Lage von und Dowth im Brú na Bóinne

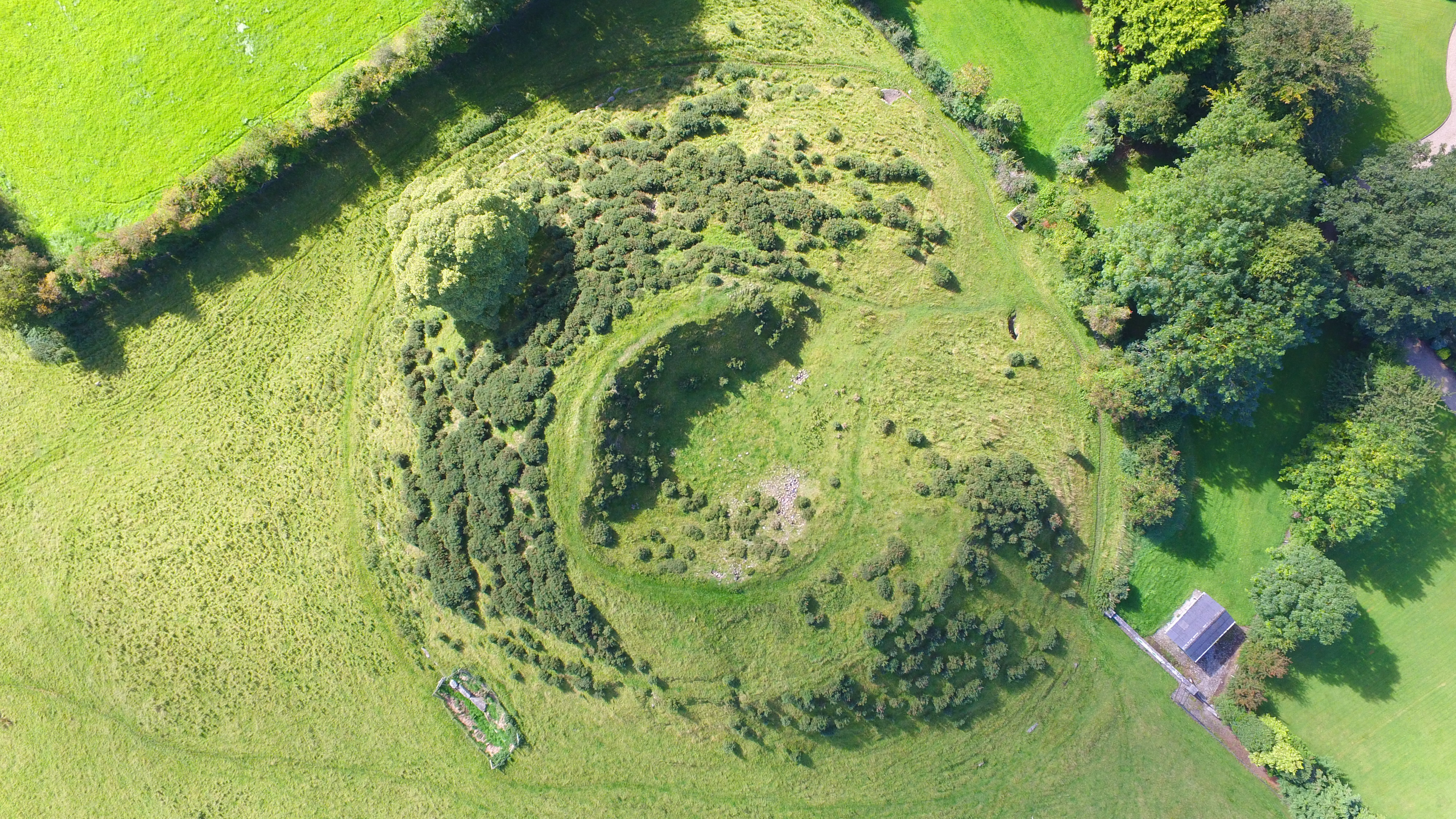
Luftbild des Hügels von Dowth

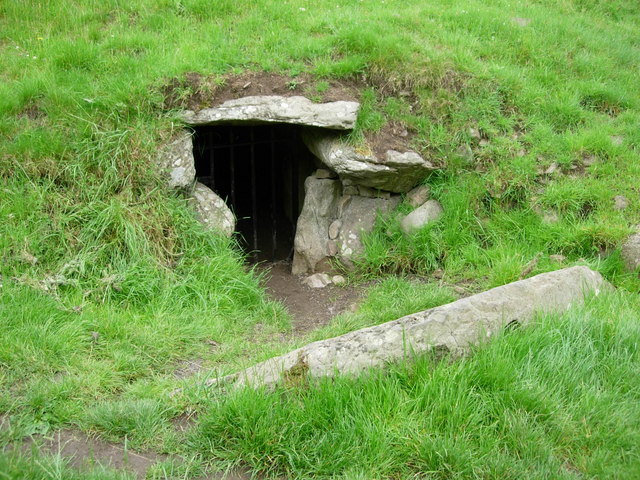
Dowth south

Dowth (irisch  Dubhadh ) ist ein megalithisches Passage Tomb aus der Jungsteinzeit im Boyne-Tal, im County Meath in Irland. Die Anlage ist die älteste der drei großen Grabanlagen im Boyne-Tal (Brú na Bóinne). Die beiden anderen sind Newgrange und Knowth.

## Ausgrabungen
Die erste Teilausgrabung erfolgte im Jahr 1847, wobei allerdings bereits unter den Wikingern und auch zeitlich früher erfolgte Plünderungen nachgewiesen sind.

## Aufbau

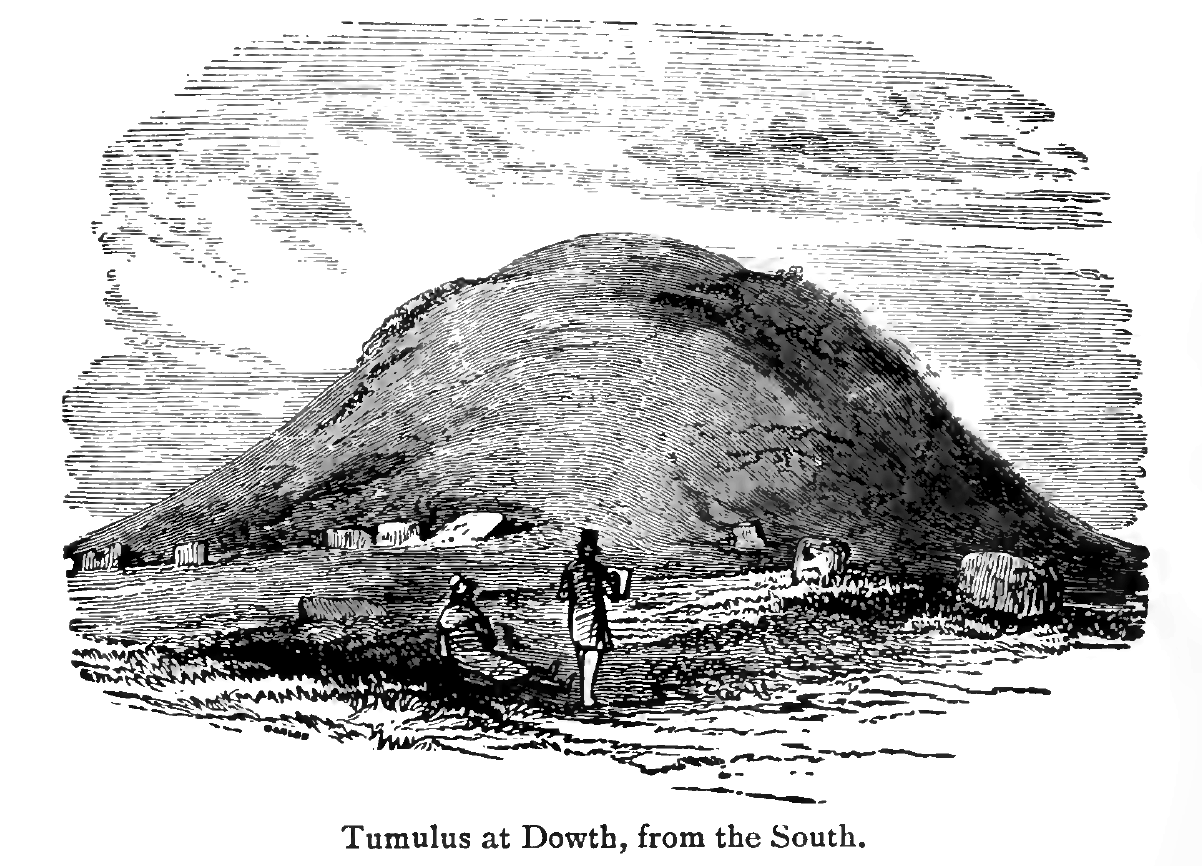
Tumulus von Dowth von Wakeman gezeichn.

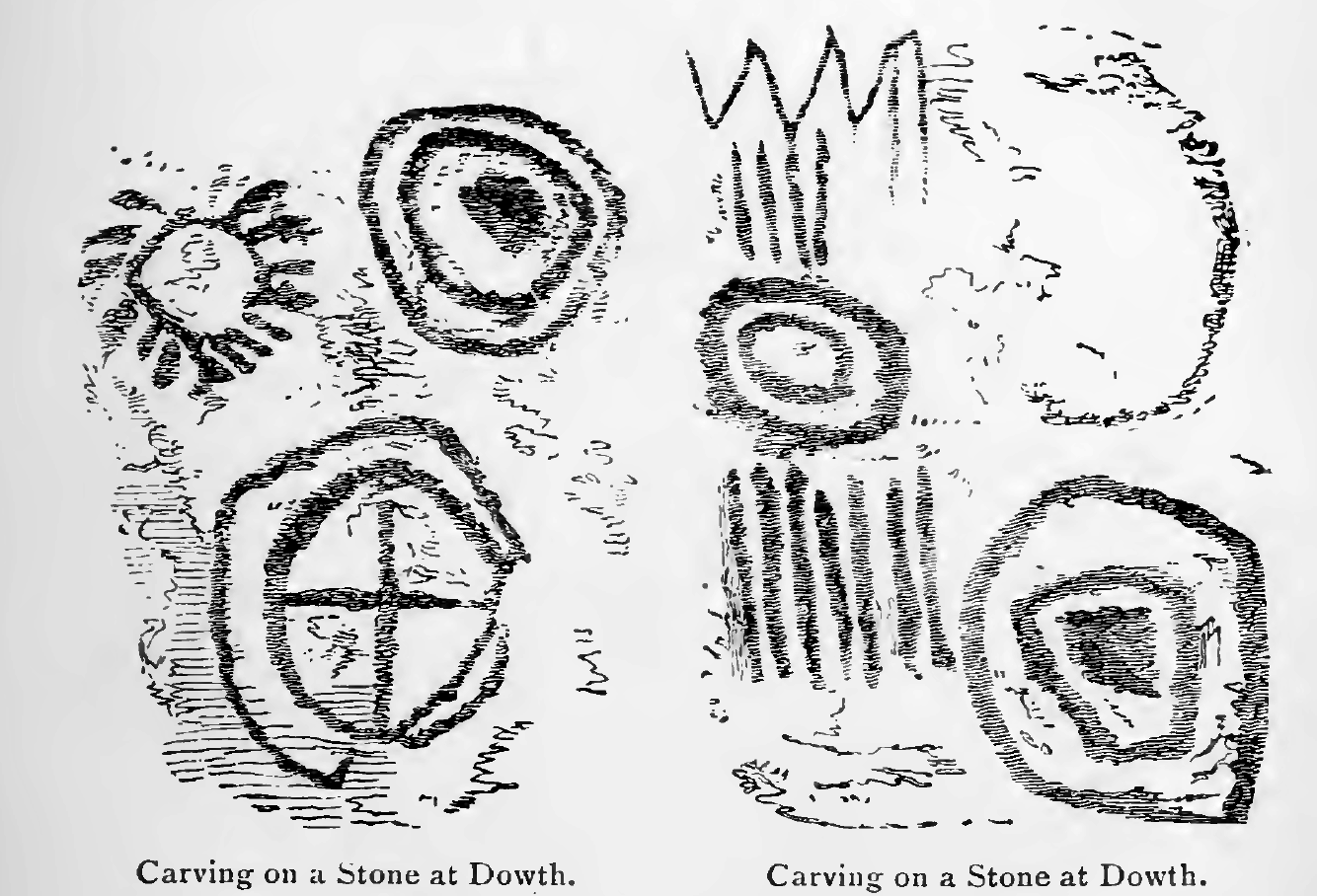
Felsritzungen von Dowth von Wakeman gezeichn.

Der Grabhügel hat einen Durchmesser von etwa 90 m, ist 15 m hoch und von 115 Randsteinen umstanden, von denen einige verziert sind.
Außerhalb des Randsteinkreises wurden Quarzsteine gefunden, was nahelegt, dass die Fassade – ähnlich wie bei der restaurierten Anlage von Newgrange – durch das helle, glänzende Mineral hervorgehoben war. Drei steinverzierte Durchgänge öffnen die Anlage nach Westen hin.

## Dowth North

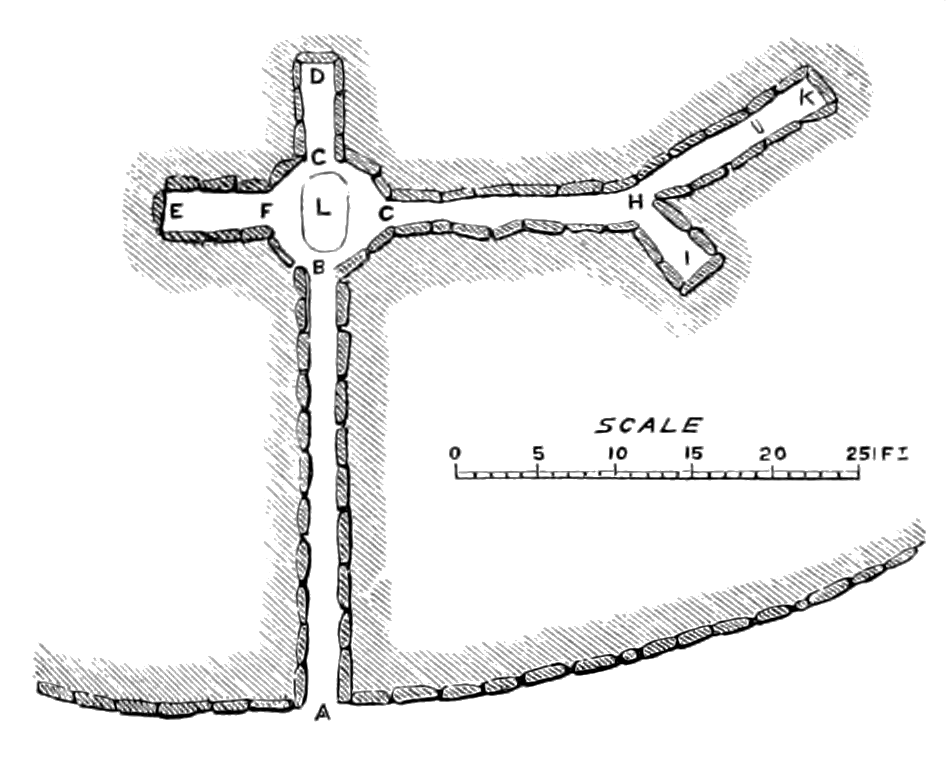
Illustration aus „Rude Stone Monuments“ von 1872

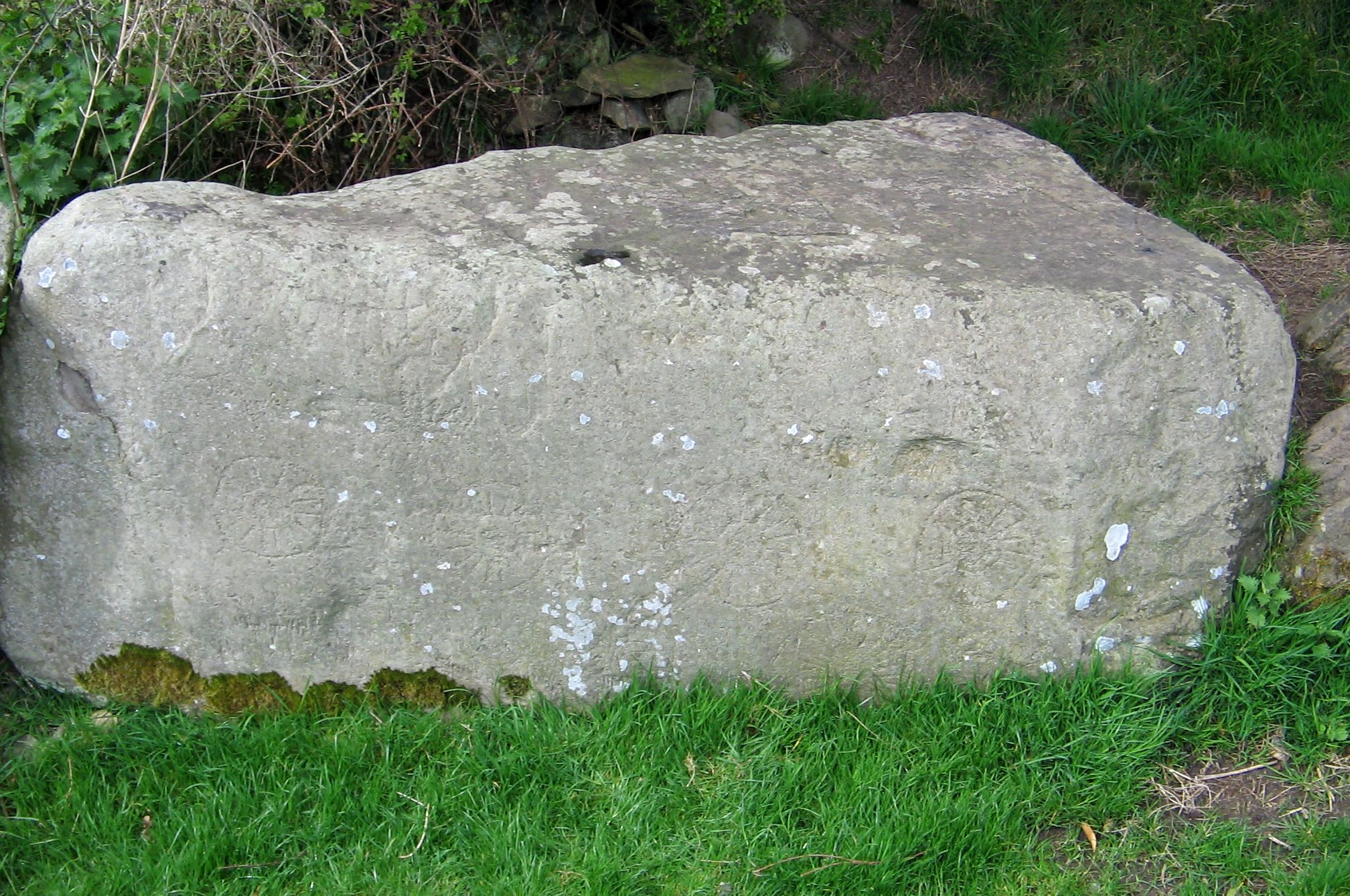
„Stein der Sieben Sonnen“ an einer Kammer von Dowth

In der Mitte der Anlage liegt die Hauptkammer in Kreuzform. Ihr Zugang ist etwa 14,0 m lang, wird mittels dreier Schwellensteine aufgeteilt und endet mit einem Anhang der rechten Seite der Kreuzkammer. Dieser Anhang der Kreuzkammer weist eine anhängende Nebenkammer in L-Form auf, die über eine niedrige Türschwelle zu betreten ist. Es handelt sich bei der Kammer aus 36 Tragsteinen und acht Decksteinen mutmaßlich um den ältesten Teil der Anlage, die durch Erweiterungen die heutige Form annahm. Einige der Orthostaten im Gang und in der kammer sind mit Spiralen, Zick-Zack-Mustern, Rauten und Strahlenkränzen verziert. Den Boden bildet eine 2,4 m lange Platte mit einer künstlichen Vertiefung, Bullaun genannt. Die Kammerdecke ist etwa 3,0 m hoch.

## Dowth South
Nebenan liegt eine zweite Grabkammer Dowth South, die mit wenigen verzierten Steinen ausgestattet ist. Sie hat einen 3,5 m langen Gang, der in die runde Kammer von 4,5 m Durchmesser führt. Eine Seitennische liegt auf der rechten Seite. Die Anlage besteht aus 21 Trag- und fünf Decksteinen.

## Dowth Souterrain
Das Souterrain, innerhalb des Passage Tombs errichtet, ist nicht zugänglich. Es besteht aus einem gebogenen (stone-built) Gang von etwa 23,0 m Länge, mit einzelnen Steinblöcken. Nahe dem Zugang liegt auf der rechten Seite eine Tholos. Etwa auf halber Strecke entlang liegt ein Schlupf. Das Souterrain endet in einem anderen Tholos. Diese Kammer liegt an der Unterseite der Metalltreppe die den heutigen Zugang zu dem Hauptgang bildet. Die Souterrainnutzer waren in der Lage, das Passage Tomb als Erweiterung zu nutzen.

## Dowth Henge
Dowth Henge (auch Dowth Q genannt) liegt etwa zwei Kilometer entfernt in Proudfootstown. Es ist eine der größten Erdeinfassungen in Irland und liegt nordöstlich des Passage Tomb von Dowth und in einem erstaunlich guten Zustand. Es hat bis zu 5,0 Meter hohe Wälle und über 165 Meter Durchmesser. Es gibt zwei Öffnungen in das eiförmige Gehäuse. Sie sind auf die Sommersonnenwende ausgerichtet, obwohl sie nicht Teil der ursprünglichen Gestaltung sein können. Henges wie dieses wurden in Irland vermutlich vor etwa 4000 Jahren errichtet.

## Besuch
Anders als Newgrange und Knowth werden nach Dowth keine Führungen des Brú na Bóinne-Visitor Centers angeboten, das an der anderen Seite der Flussschleife des Boyne liegt.